# Die wilden Fünfziger
Die wilden Fünfziger ist ein deutscher Spielfilm aus dem Jahr 1983. Der Film entstand nach dem Roman Hurra, wir leben noch von Johannes Mario Simmel.

## Handlung
Der Zweite Weltkrieg ist beendet. Jakob Formann kommt aus der Kriegsgefangenschaft zurück nach Haus. In Linz findet er Arbeit als Dolmetscher für die US-Armee. Seine neuen Kontakte nutzt er, um sich selbständig zu machen. Er ergaunert sich bei den Amerikanern 40.000 Eier und gründet eine Hühnerzucht. Standort für sein Unternehmen wird der Bauernhof, der während des Dritten Reiches Heinrich Himmler gehört hat. Das Wirtschaftswunder des Jakob Formann kann beginnen. In schnellen Schritten steigt Formann auf zum erfolgreichen Konzernchef in der jungen Bundesrepublik. Er wird Bauunternehmer und Verleger. Formann lebt im ausufernden Luxus. Erst als Anfang der 1970er Jahre die Ölkrise der Republik ihre erste Rezession beschert, endet der Aufstieg des Kleinbürgers Formann. Formann muss sein Firmenimperium an ein Bankenkonsortium verkaufen. Doch Formann ist nicht unglücklich darüber. Lasten fallen von ihm ab und gemeinsam mit seiner Freundin Julia zieht er sich ins Privatleben zurück.

## Hintergrund
Der Filmstoff nach der Romanvorlage von Johannes Mario Simmel war ursprünglich von Rainer Werner Fassbinder als internationale Produktion angelegt gewesen. Er hatte bereits 1981 ein Drehbuch für die Filmproduktion Bavaria Film in München verfasst. Interne Unstimmigkeiten zwischen der damaligen Geschäftsleitung und Fassbinder über die künstlerische Gestaltung des Filmes ließen Fassbinder das Projekt Anfang 1982 absagen. Allerdings schlug er Peter Zadek an seiner Stelle als Regisseur vor. Dieser übernahm dann auch die Regie, benutzte aber nicht Fassbinders Drehbuch. Dennoch widmete er dem beim Erscheinen bereits verstorbenen Rainer Werner Fassbinder den Film, wie auch im Vorspann zu sehen ist.
Die Dreharbeiten fanden von Ende August bis Ende November 1982 in München statt. Außenaufnahmen wurden außerhalb von München und in der Umgebung von Schloss Neuschwanstein ausgeführt. Uraufgeführt wurde der Film am 23. September 1983. Der Film entstand in Co-Produktion mit dem ZDF, das 1986 auch die Fernseherstausstrahlung übernahm. Der Titelsong Hurra, wir leben noch wurde von Milva gesungen. Der Song wurde von Klaus Doldinger komponiert. Der Text stammt von Thomas Woitkewitsch.
Nach Einspruch Johannes Marion Simmels, der mit der Verfilmung nicht zufrieden war, durfte Zadeks Film nicht mehr den Ursprungstitel tragen. Er wurde beworben mit dem Hinweis „Sehr frei nach Motiven eines Romans von Johannes Mario Simmel“.

## Kritiken
„Sehr freie Verfilmung des Simmel-Romans durch einen Theaterregisseur, der eine freche, revueartige Satire auf die Aufstiegsmentalität der Wirtschaftswunderjahre beabsichtigte. Entstanden ist jedoch – trotz der immensen Produktionskosten und eines beachtlichen Aufgebots bundesdeutscher Film-, Theater- und Fernsehprominenz – nur hektisches Schmierentheater voll überdrehten Klamauks. Vereinzelte Glanzlichter und treffsichere Pointen gehen in der allgemeinen dramaturgischen Konfusion unter.“